# 옥수수차

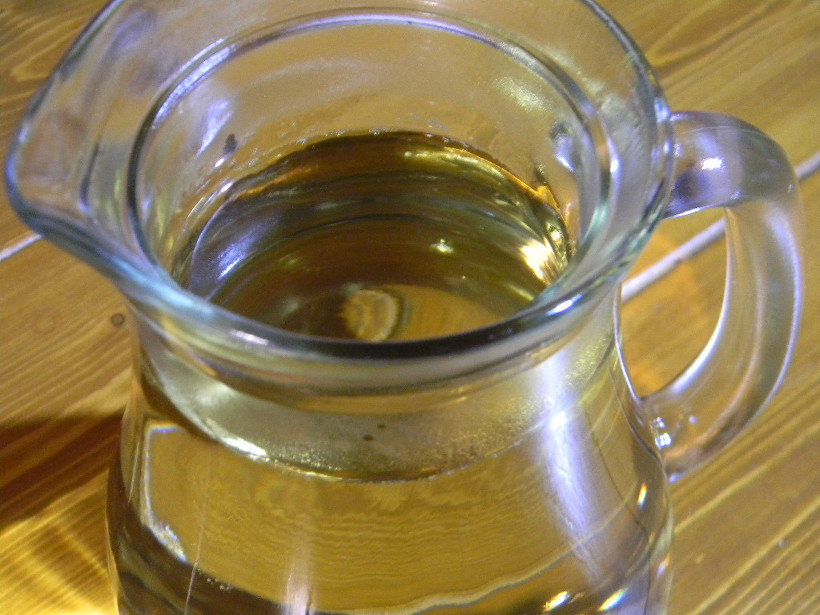
옥수수차

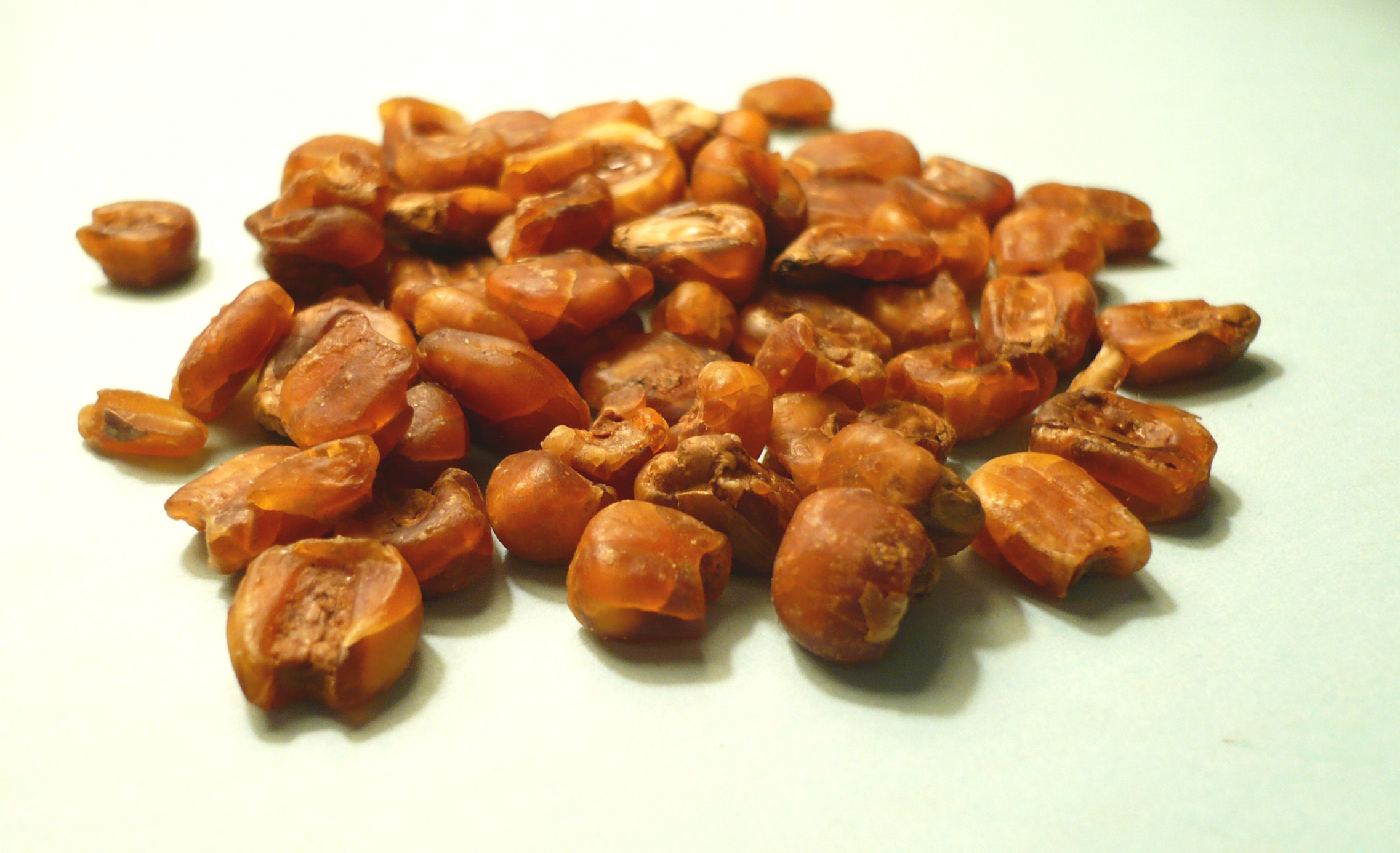
옥수수차에 쓰이는 구운 옥수수 알맹이

옥수수차(영어: corn tea)는 옥수수 알을 볶아 끓이는 한국의 전통 차이다.
옥수수차를 끓이기 위해서는 옥수수 알을 말려서 갈색이 될 때까지 볶는다. 볶은 옥수수를 끓는 물에서 물의 빛깔이 황색이 될때까지 우려낸다. 우려낸 물을 차로 마신다.
같은 곡물차인 보리차가 약간 쓴 맛을 낸다면 옥수수차는 천연적으로 단 맛을 포함하고 있다. 그러나 단맛을 추가하기 위해 설탕을 첨가해 마실 수도 있다.
흔히 사용되는 옥수수는 강원도 강릉에서 자라는 강냉이라 불리는 종류로, 이때문에 강원도 지역에서 옥수수차가 인기가 있다. 간단히 끓일 수 있으나 티백 형태로도 판매된다.
대한민국에서는 차음료가 유행하면서 옥수수차 음료가 출시되기도 하였다. 옥수수차는 녹차에 가까운 종류이며 현미차는 녹차로 친다.

## 같이 보기
- 보리차
- 현미차